# 布羅德穆爾 (加利福尼亞州)
布羅德穆爾（英語：Broadmoor）是位於美國加利福尼亞州聖馬刁縣的一個人口普查指定地區。

## 地理
布羅德穆爾的座標為37°41′33″N 122°28′44″W / 37.69250°N 122.47889°W，而該地最高點為海拔高度106米（即348英尺）。

## 人口
根據2010年美國人口普查的數據，布羅德穆爾的面積為1.17平方千米，均為陸地。當地共有人口4176人，而人口密度為每平方千米3,569人。